# Bảo tàng Khu vực Wojciechy Dutkiewicz ở Rogoźno
Bảo tàng Khu vực Wojciechy Dutkiewicz ở Rogoźno (tiếng Ba Lan: Muzeum Regionalne im. Wojciechy Dutkiewicz w Rogoźnie) là một bảo tàng tọa lạc trong tòa thị chính được xây dựng từ thế kỷ 19 tại số 1 Quảng trường Karol Marcinkowski, Rogoźno, Ba Lan.

## Lược sử hình thành
Ý tưởng thành lập Bảo tàng ra đời vào năm 1958 với sự kiện một triển lãm về lịch sử của Rogoźno được tổ chức nhân kỷ niệm 700 năm thành lập thành phố. Mười năm sau, một triển lãm khác được Wojciech Dutkiewicz tổ chức, trưng bày những kỷ vật ông gìn giữ từ thời kỳ Nổi dậy ở Ba Lan. Một số bộ sưu tập này sau đó được chuyển đến tòa nhà của Trường Tiểu học số 2. Tại đây, Phòng tưởng niệm Khởi nghĩa Wielkopolska được thành lập. Bảo tàng chính thức được mở cửa vào tháng 1 năm 1983. Ban đầu, Bảo tàng hoạt động như một tổ chức độc lập. Từ tháng 1 năm 1991, Bảo tàng được hợp nhất vào cơ cấu tổ chức của Trung tâm Văn hóa và Thể thao Rogozińskie (nay là Rogozińskie Centrum Kultury). Ngày 3 tháng 5 năm 1991, Bảo tàng được đổi tên thành Bảo tàng Khu vực Wojciechy Dutkiewicz.

## Giờ mở cửa
Bảo tàng Khu vực Wojciechy Dutkiewicz ở Rogoźno hoạt động quanh năm, mở cửa tất cả các ngày trong tuần trừ thứ Hai. Khách tham quan phải trả phí vào cửa, riêng ngày Chủ nhật được vào cửa miễn phí.